# Prealpi Bellunesi
Le Prealpi Bellunesi sono, secondo la classificazione SOIUSA, quella sottosezione delle Prealpi Venete che divide la provincia di Belluno da quelle di Treviso, Pordenone e, in parte, di Vicenza, separando  nello specifico la Val Belluna dal Bassanese, dall'Asolano, dalla Vallata e dalla Val Lapisina e l'Alpago dalla Val Cellina.

## Classificazione

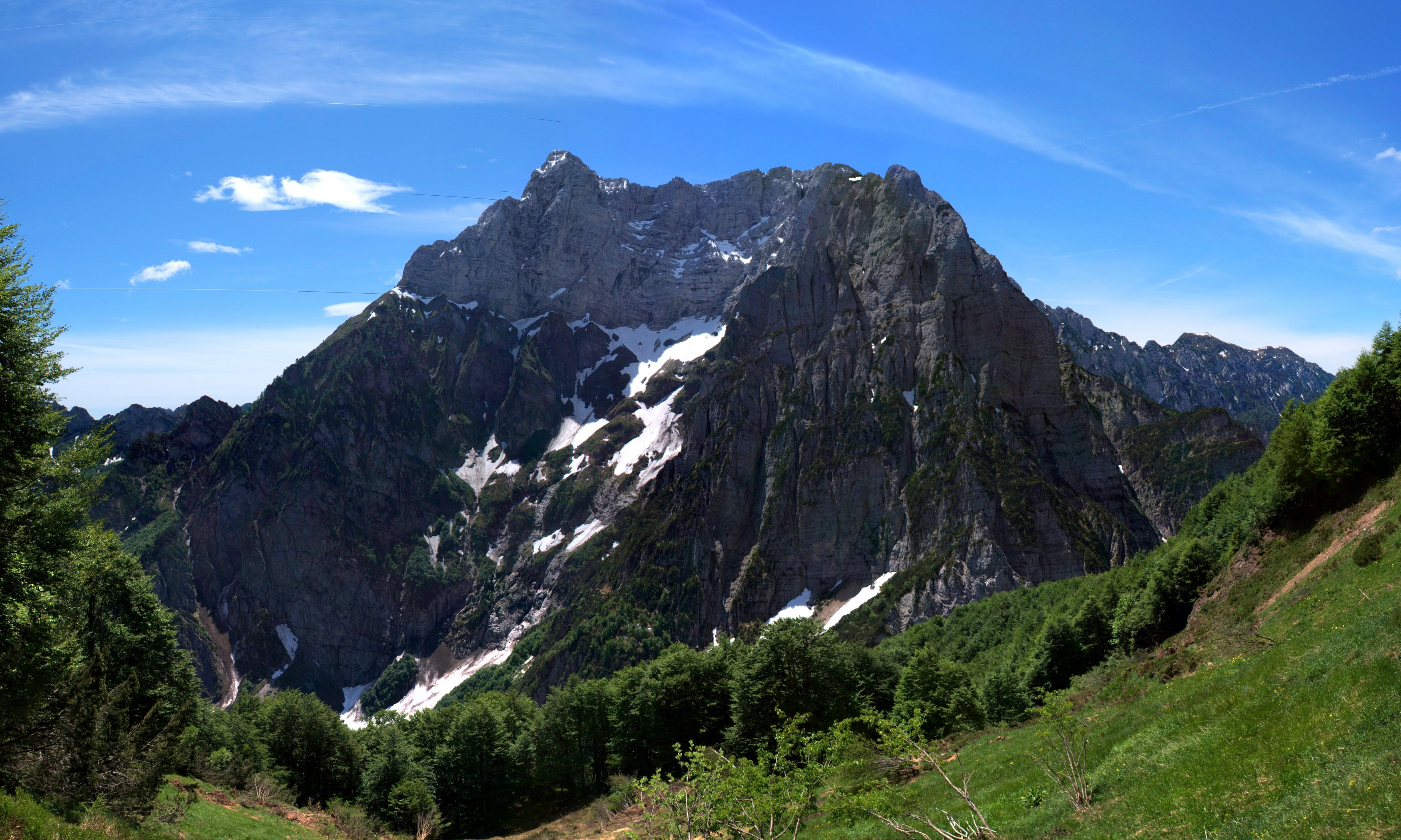
Il Col Nudo

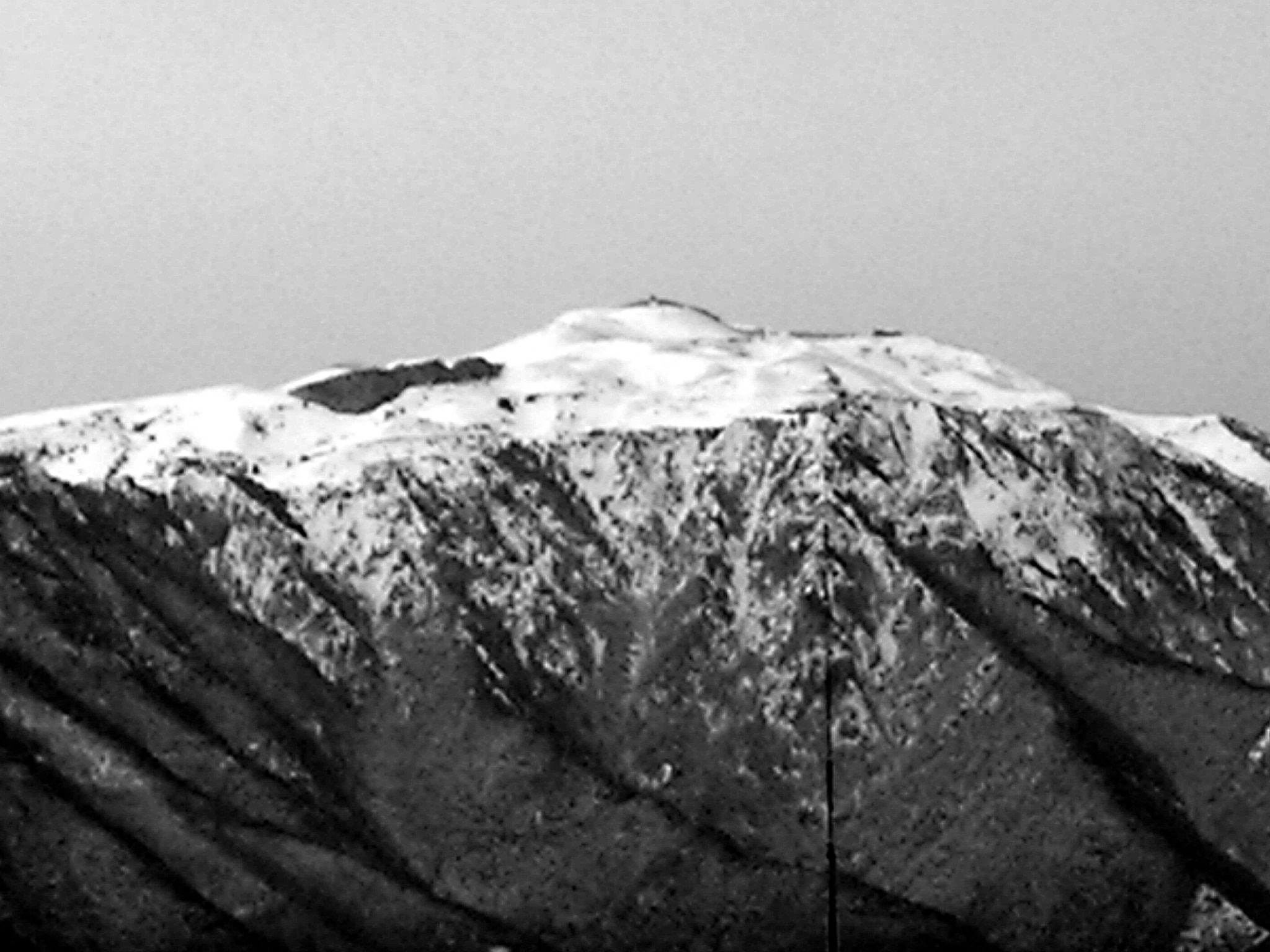
Il Massiccio del Grappa visto da sud

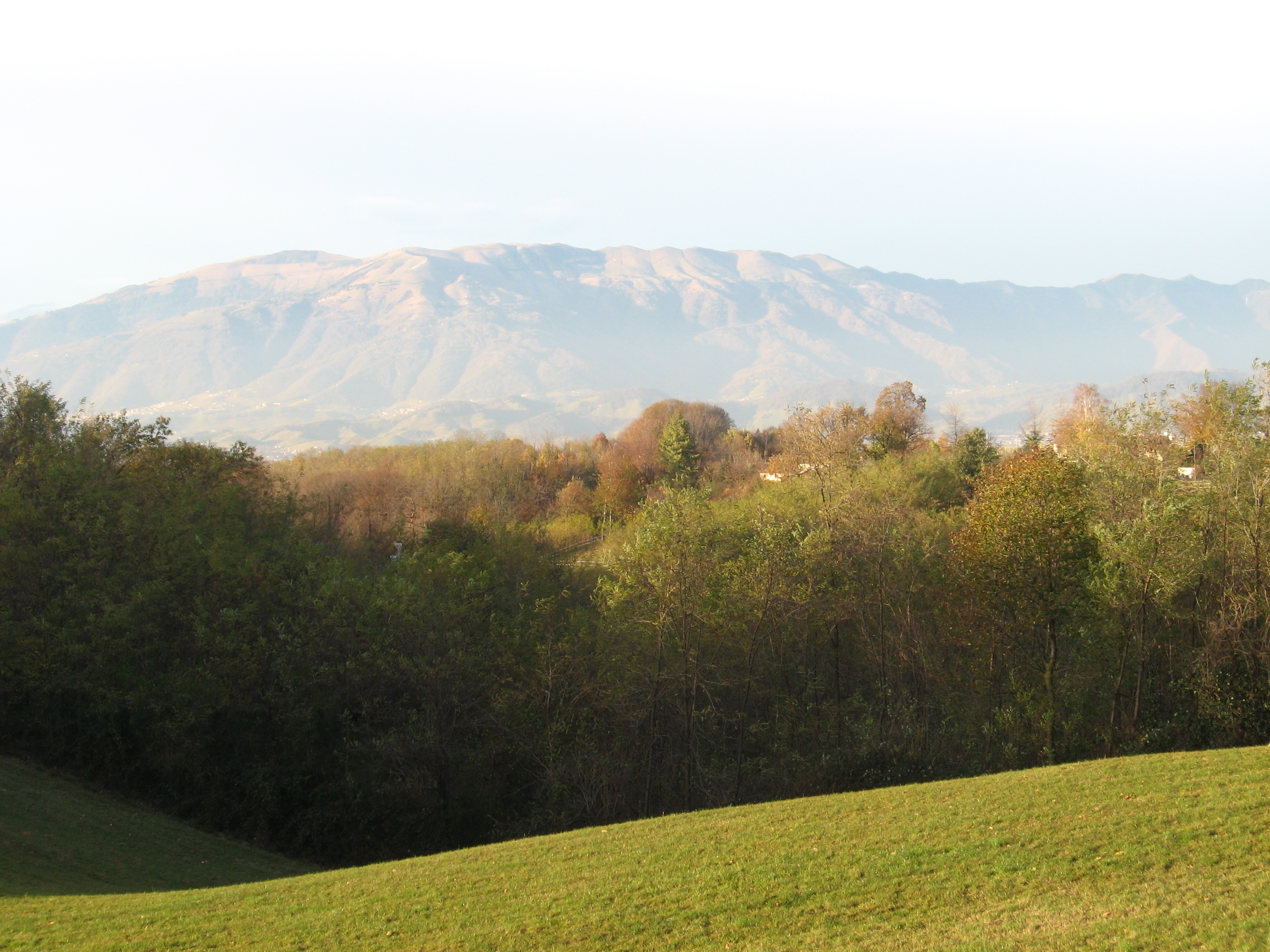
Il gruppo del Monte Cesen visto dal Montello

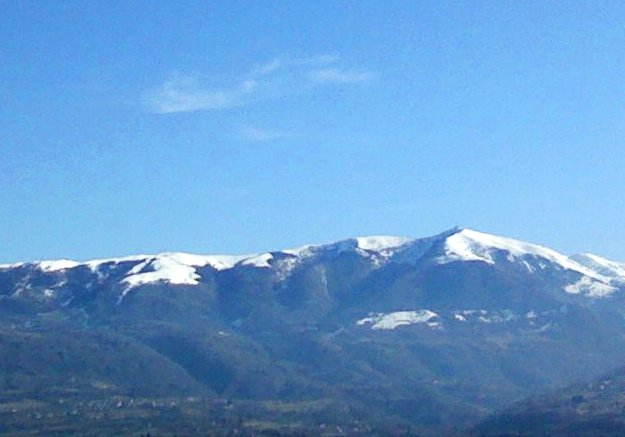
Il Col Visentin da nord

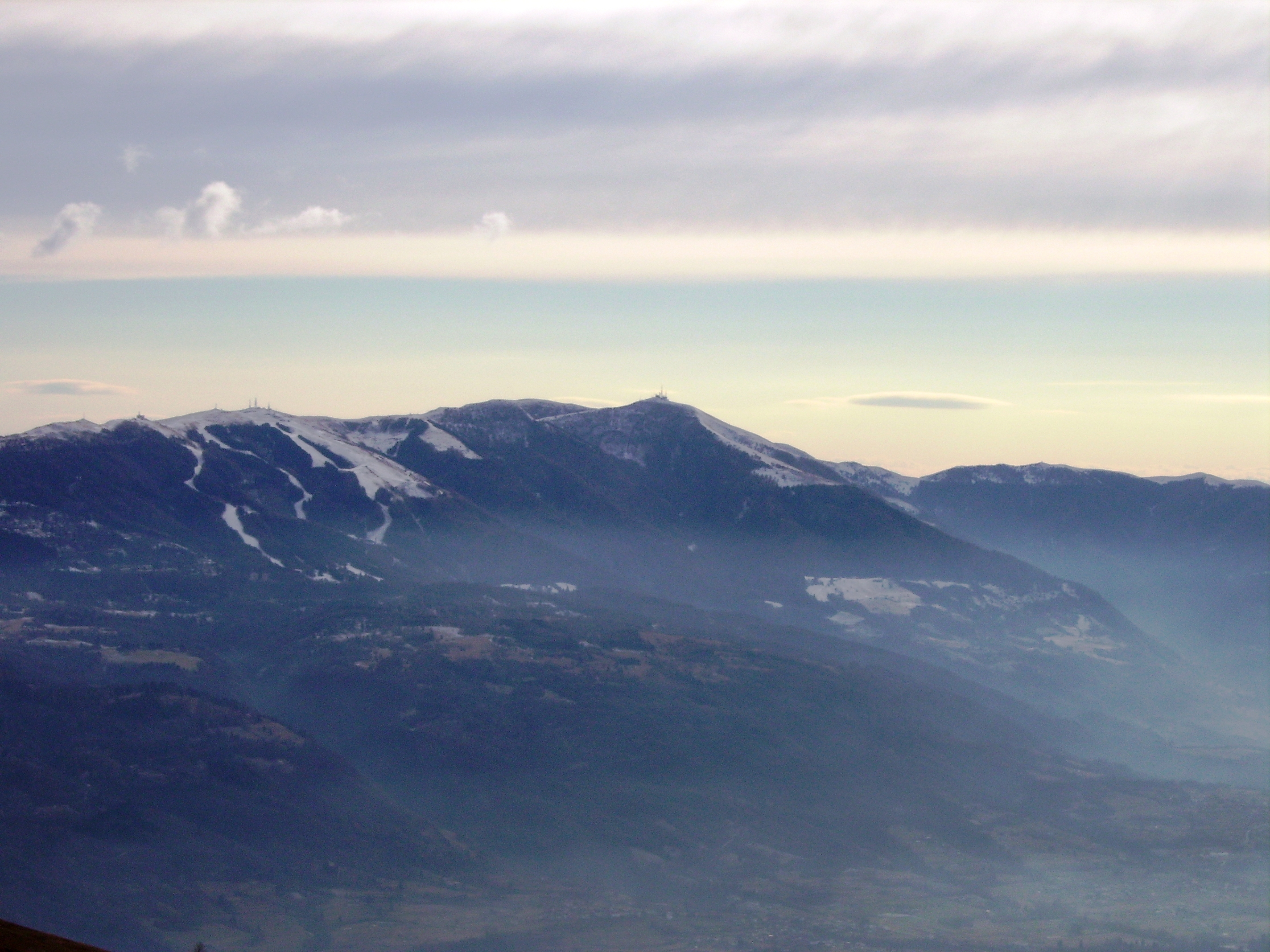
il Nevegal

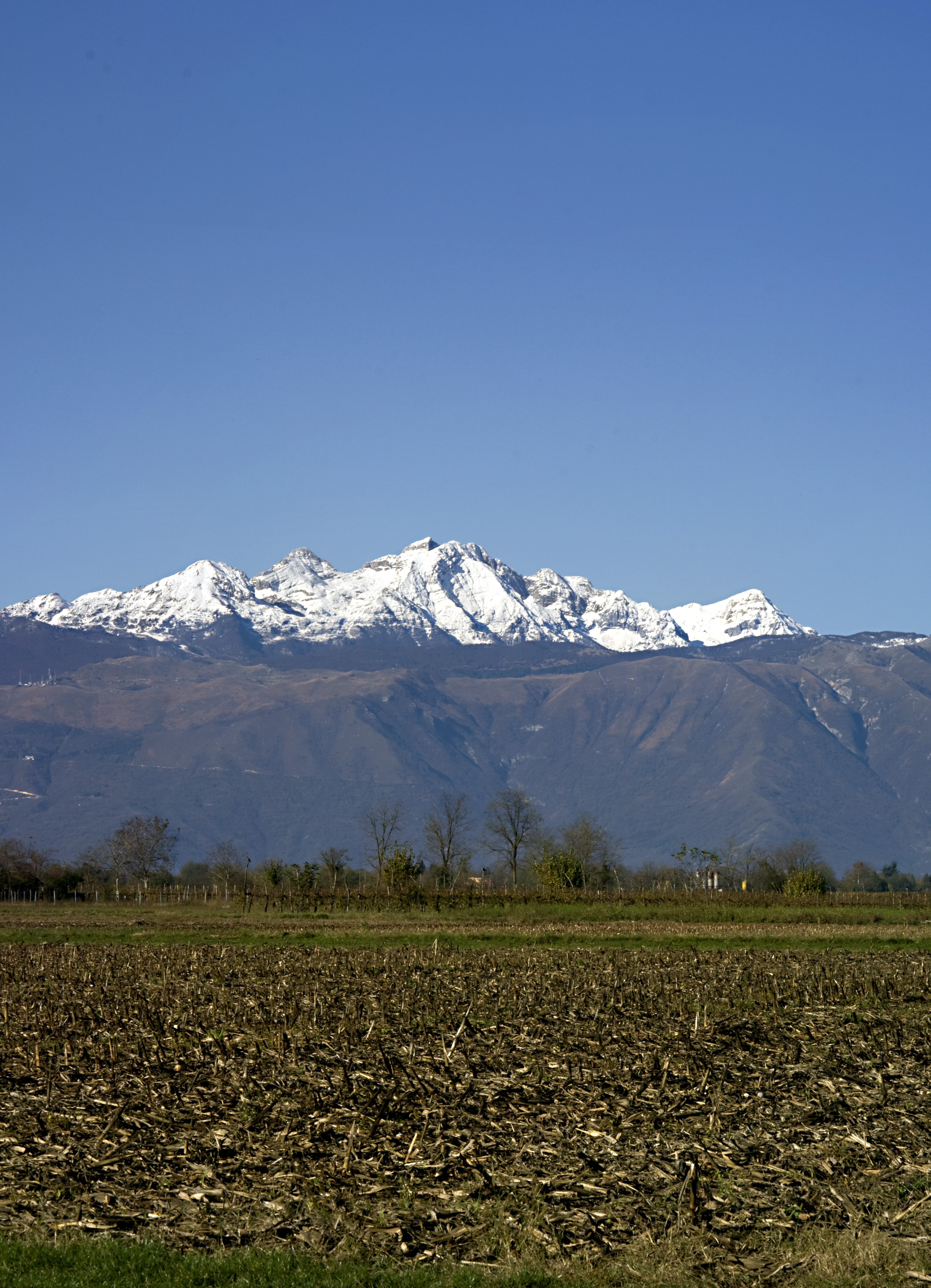
Monte Cavallo

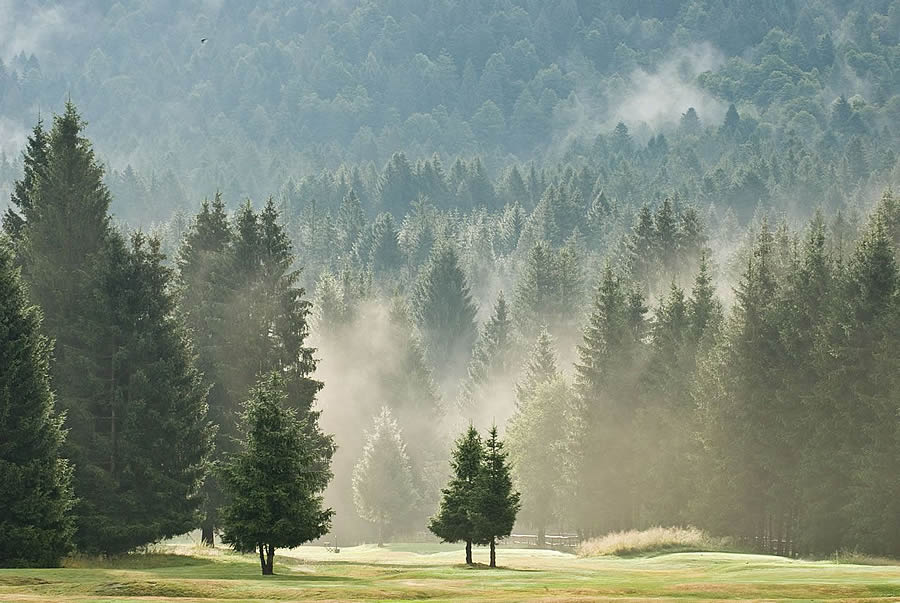
Il bosco del Cansiglio

Secondo la Partizione delle Alpi del 1926 le Prealpi Bellunesi erano parte della più ampia sezione delle Prealpi Trivenete.
Secondo la SOIUSA le Prealpi Bellunesi sono una sottosezione alpina con la seguente classificazione:
- Grande parte = Alpi Orientali
- Grande settore = Alpi Sud-orientali
- Sezione = Prealpi Venete
- Sottosezione = Prealpi Bellunesi
- Codice = II/C-32.II

L'AVE vede in modo separato il Massiccio del Grappa e la Catena Cavallo-Visentin. Il Massiccio del Grappa viene inserito con le Dolomiti nel gruppo n. 52 mentre la Catena Cavallo-Visentin viene nel gruppo 57b denominato Südliche Karnische Alpen (Alpi Carniche del sud).

## Delimitazioni
Confinano:
- a nord e nord-est con le Prealpi Carniche (nelle Alpi Carniche e della Gail) e separate dal Passo di sant'Osvaldo;
- a sud-est e a sud con la pianura veneto-friulana;
- ad ovest con le Prealpi Vicentine (nella stessa sezione alpina) e separate dal corso del fiume Brenta;
- a nord-ovest con le Dolomiti di Fiemme (nelle Dolomiti) e separate dal corso del fiume Cismon;
- a nord-ovest con le Dolomiti di Feltre e delle Pale di San Martino (nelle Dolomiti) e separate dalla Sella di Arten;
- a nord-ovest con le Dolomiti di Zoldo (nelle Dolomiti) e separate dal corso del fiume Piave.

## Suddivisione
In accordo con le definizioni della SOIUSA le Prealpi Bellunesi si suddividono in due supergruppi, tre gruppi e sette sottogruppi:
- Massiccio del Grappa (A)
  - Gruppo del Grappa (A.1)
    - Dorsale Pertica-Roncone (A.1.a)
    - Dorsale Principale del Grappa (A.1.b)
    - Dorsale Solarolo-Tomatico-Meatte (A.1.c)
- Catena Cavallo-Visentin (B)
  - Gruppo Col Nudo-Cavallo (B.1)
    - Sottogruppo del Col Nudo[2] (B.1.a)
    - Sottogruppo del Cavallo[3] (B.1.b)

  - Gruppo del Visentin[4] (B.2)
    - Dorsale del Col Visentin (B.2.a)
    - Dorsale del Prendul (B.2.b)

## Vette
La prima cima che si incontra, andando da Ovest ad Est, è il monte Grappa (1.775 m,); tra gli altri rilievi notevoli, il monte Cesen (1.570 m), lambito dal fiume Piave, il Col Visentin (1.768 m), il monte Pizzoc (1.565 m), il Millifret (1.581 m); infine, dopo l'altopiano Cansiglio e il Piancavallo, la catena si dirige verso nord e termina con il Col Nudo (2.472 m), la vetta più alta.
Un elenco delle vette principali è il seguente:
- Col Nudo - 2.472 m
- Monte Teverone - 2.346 m
- Cimon del Cavallo - 2.251 m
- Monte Messer - 2.230 m
- Monte Dolada - 1.938 m
- Monte Toc - 1.921 m
- Monte Grappa - 1.775 m
- Col Visentin - 1.768 m
- Monte Solarolo - 1.675 m
- Monte Meatte - 1.601 m
- Monte Tomatico - 1.595 m
- Millifret - 1.581 m
- Monte Cesen - 1.570 m
- Monte Pizzoc - 1.565 m
- Monte Pertica - 1.549 m
- Monte Orsere - 1.506 m
- Monte Cimon - 1.438 m
- Monte Pezza - 1.433 m
- Monte Prenduol - 1.373 m
- Col de Moi - 1.358 m
- Monte Crep - 1.346 m
- Col di Varnada - 1.321 m
- Col Moscher - 1.245 m
- Monte Roncone - 1170 m
- Monte Tomba - 868 m

## Valichi
Esistono tre valichi stradali che mettono in comunicazione i due versanti: sempre da ovest, il passo di Praderadego (910 m), il passo San Boldo (707 m) e la Sella di Fadalto (488 m); il primo era già utilizzato dagli antichi in quanto vi passava la via Claudia Augusta Altinate. Le due zone sono collegate anche tramite le strade che passano per le cime del Monte Tomba, del Grappa e del Cansiglio. C'è anche da dire che la catena è interrotta dal corso del Piave, il quale crea un ampio corridoio tra la Valbelluna e la zona di Valdobbiadene.